# Gimhae
Gimhae (prononcé en coréen : /kim.ɦɛ̝/) est une ville de la Corée du Sud, dans la province du Gyeongsang du Sud. Elle est située à côté de Busan et à l'embouchure du fleuve Nakdong.
C'est l'ancien siège du grand clan des Kim de Gimhae, l'un des plus grands clans des Kim en Corée. Les Kim de Gimhae se réclament da la descendance de l'ancienne maison royale de Geumgwan Gaya, qui était basée à Gimhae.
Cette ville possède de nombreux témoins de l'ancienne confédération de Gaya (IVe – VIe siècle). Geumgwan Gaya (l'actuelle Gimhae) a eu un rôle central, au sein de cette confédération, vers les IIe – IIIe siècles. Les témoins de cette époque sont essentiellement :
- la tombe du roi Suro
- la tombe de la reine Heo
- les tumulus de Yangdong-ri
- et regroupés au musée national de Gimhae.

## Industrie floricole
Gimhae consacre de vastes espaces consacrés à la culture des fleurs. En fait, Busan et ses villes voisines exportent de grandes quantités de fleurs.
Le centre agricole de Gimhae a été exploité pour développer des roses coréennes indépendantes appelées « Spray », 스프레이 .

## Personnalités liées
- Roh Moo-hyun, l'ancien président de la Corée du Sud né le 6 août 1946 à Gimhae
- Kim Won-il, écrivain né à Gimhae
- Kim Wonu, écrivain né le 11 avril 1974 à Gimhae